# ISO 3166-1
ISO 3166-1 es la primera parte del estándar internacional de normalización ISO 3166, publicado por la Organización Internacional de Normalización (ISO), que proporciona códigos para los nombres de países y otras dependencias administrativas. La norma ISO 3166 se publicó por primera vez en 1974 por la Organización Internacional para la Normalización (ISO), y se amplió a tres partes en 1997, de las cuales esta primera parte se corresponde con la parte única anterior.
ISO 3166-1 se ha convertido en uno de los estándares mundiales más conocidos y ampliamente utilizados para la codificación de nombres de países. El uso de un código de letras y/o números para representar el nombre de un país puede ayudar a ahorrar tiempo y energía, y reducir la tasa de error.
Los códigos de los países que se encuentran en la norma ISO 3166-1 son utilizados por muchas organizaciones, empresas y gobiernos. Por ejemplo, todas las organizaciones postales nacionales en todo el mundo de intercambio de correo internacional en contenedores que lleven su código de país para la identificación. En pasaportes de lectura mecánica, se utilizan los códigos del ISO 3166-1 para determinar la nacionalidad del usuario. Además, los sistemas de nombres de dominio de Internet utilizan los códigos para definir los nombres de dominio de nivel superior geográfico, como CU para Cuba, FR para Francia, IT para Italia, AU para Australia y BR para Brasil.
La norma ISO 3166-1 no es el único estándar de códigos de países.

## Cómo se utiliza ISO 3166-1
La versión más reciente de la norma es ISO 3166-1:2013, Códigos para la representación de nombres de países y sus subdivisiones - Parte 1: Códigos de los países. Esta norma define tres tipos de códigos de país:
- ISO 3166-1 alfa-2: Códigos de país de dos letras. Se recomienda como el código de propósito general. Estos códigos se utilizan por ejemplo en internet como dominios geográficos de nivel superior.
- ISO 3166-1 alfa-3: Códigos de país de tres letras. Está más estrechamente relacionado con el nombre del país, lo que permite una mejor identificación.
- ISO 3166-1 numérico: Códigos de país de tres dígitos. Desarrollados y asignados por la División de Estadística de las Naciones Unidas. Pueden ser útiles cuando los códigos deban ser entendidos en los países que no utilizan el alfabeto latino.

Los códigos alfa se incluyeron por primera vez en la norma ISO 3166 en 1974, y los códigos numéricos se incluyeron por primera vez en 1981. Los códigos de país se han publicado como ISO 366-1 desde 1997, cuando la norma ISO 3166 se amplió a tres partes para incluir códigos para las subdivisiones y los ex-países.
A un país o territorio generalmente se le asigna un nuevo código alfabético si su nombre cambia, mientras que se asocia un nuevo código numérico a un cambio de fronteras. Se reservan algunos códigos en cada área, por diversas razones.

## Criterios de inclusión
Actualmente 249 países, territorios o áreas de interés geográfico tienen asignados códigos oficiales en la norma ISO 3166-1. La lista es mantenida por la Agencia de Mantenimiento ISO 3166 (ISO 3166/MA), a partir de las siguientes fuentes:
- El boletín de terminologías de Nombres de País de las Naciones Unidas
- Códigos de País y de Región para uso estadístico de la División de Estadística de las Naciones Unidas.

De las fuentes anteriores se extrae el nombre oficial del país (como figura inscrito en la ONU) o la región, utilizado para formar los códigos ISO, y el código numérico de 3 cifras asignado por la División de Estadística de las Naciones Unidas.
Siempre que un país o territorio aparezca en una de estas listas, se le asigna un código ISO por defecto, pero no todos los países están reconocidos por la ONU y por tanto no todos los países tienen un código ISO. Este es el caso de Kosovo, que no está reconocido por la ONU debido al veto de Rusia y no está presente en la norma.
También puede ocurrir que una región, que no es un país independiente, figure en la lista con sus propios códigos, debido a que la División de Estadística de las Naciones Unidas la procesa de manera independiente. Este es el caso de las Islas Ultramarinas Menores de Estados Unidos o las islas Åland de Finlandia.
Adicionalmente, la ISO 3166/MA puede reservar códigos para otras entidades que no puedan clasificarse en base al criterio anterior. Por ejemplo, debido a que la Unión Europea no es un país, no está formalmente incluida en la norma ISO 3166-1, pero por razones prácticas, la ISO 3166/MA ha reservado la combinación de dos letras EU (European Union) con el fin de identificar a la Unión Europea en el marco de la norma ISO 3166-1.

## Asignación de códigos
Los códigos se eligen, de acuerdo con la ISO 3166/MA, "para reflejar lo importante, el componente singular del nombre del país a fin de permitir una asociación visual entre el nombre del país y el código de país". Por esta razón, los componentes comunes de los nombres de países, como "República", "Reino", "Unido", "Federal" o "Democrática" normalmente no se utilizan para obtener los elementos de código. Como consecuencia, por ejemplo, al Reino Unido le está oficialmente asignado el código alfa-2 GB en lugar de UK, sobre la base de su nombre oficial Reino Unido de Gran Bretaña e Irlanda del Norte (aunque UK también se reservó a petición del Reino Unido para que no pudiera ser usado por otro país).
Algunos nombres de países utilizados por la ONU, y en consecuencia por la ISO, son o han sido objeto de controversia:
- Macedonia del Norte estuvo hasta 2019 en la lista como "Antigua República Yugoslava de Macedonia", siguiendo la referencia provisional utilizada por las Naciones Unidas debido a la disputa sobre el nombre de Macedonia.
- Taiwán está catalogado como "Taiwán, provincia de China" por su condición política dentro de las Naciones Unidas. En 2007, la República de China (Taiwán) presentó una demanda ante un tribunal civil suizo frente a la ISO, con el argumento de que el uso por la ISO del nombre de las Naciones Unidas en lugar de "República de China (Taiwán)", viola los derechos de nombre de Taiwán. El 9 de septiembre de 2010, un panel de la Corte Suprema Federal de Suiza decidió, por tres votos a dos, desestimar la demanda como presentación de una cuestión política que no está sujeta a la jurisdicción civil suiza.
- Tras el reconocimiento de Palestina como Estado no miembro de las Naciones Unidas en 2012, la designación oficial utilizada en la norma ISO 3166-1 cambió de "Territorios Palestinos Ocupados" a "Estado de Palestina".

Normalmente los códigos se eligen sobre el topónimo en inglés, aunque algunos códigos son elegidos por el topónimo en otros idiomas. Por ejemplo, Alemania tiene asignado el código alfa-2 DE, sobre la base de su topónimo nativo Deutschland, España tiene el código ES por su nombre en español, y la Antártida tiene asignado el código alfa-2 AQ sobre la base del topónimo en francés Antarctique. También hay países que inscriben su nombre oficial en un idioma distinto al inglés, como es el caso de Timor-Leste (Timor Oriental) o de varios países latinoamericanos.

## Códigos ISO 3166-1

### Tabla de códigos alfa-2 asignados o reservados
La siguiente tabla muestra una de las tres partes de la norma ISO 3166-1, los llamados "códigos alfa-2", tanto los vigentes como los reservados. También permite que, haciendo clic en un elemento de código, vaya a la página de la enciclopedia que detalla la información de los códigos ISO 3166-2 correspondientes a cada país.
| Tabla de códigos ISO 3166-1 alfa-2 asignados y utilizados en la norma ISO 3166-2 | Tabla de códigos ISO 3166-1 alfa-2 asignados y utilizados en la norma ISO 3166-2 | Tabla de códigos ISO 3166-1 alfa-2 asignados y utilizados en la norma ISO 3166-2 | Tabla de códigos ISO 3166-1 alfa-2 asignados y utilizados en la norma ISO 3166-2 | Tabla de códigos ISO 3166-1 alfa-2 asignados y utilizados en la norma ISO 3166-2 | Tabla de códigos ISO 3166-1 alfa-2 asignados y utilizados en la norma ISO 3166-2 | Tabla de códigos ISO 3166-1 alfa-2 asignados y utilizados en la norma ISO 3166-2 | Tabla de códigos ISO 3166-1 alfa-2 asignados y utilizados en la norma ISO 3166-2 | Tabla de códigos ISO 3166-1 alfa-2 asignados y utilizados en la norma ISO 3166-2                                                | Tabla de códigos ISO 3166-1 alfa-2 asignados y utilizados en la norma ISO 3166-2                                                | Tabla de códigos ISO 3166-1 alfa-2 asignados y utilizados en la norma ISO 3166-2                                                | Tabla de códigos ISO 3166-1 alfa-2 asignados y utilizados en la norma ISO 3166-2                                                | Tabla de códigos ISO 3166-1 alfa-2 asignados y utilizados en la norma ISO 3166-2                                                | Tabla de códigos ISO 3166-1 alfa-2 asignados y utilizados en la norma ISO 3166-2                                                | Tabla de códigos ISO 3166-1 alfa-2 asignados y utilizados en la norma ISO 3166-2                                                | Tabla de códigos ISO 3166-1 alfa-2 asignados y utilizados en la norma ISO 3166-2                                                | Tabla de códigos ISO 3166-1 alfa-2 asignados y utilizados en la norma ISO 3166-2                                                | Tabla de códigos ISO 3166-1 alfa-2 asignados y utilizados en la norma ISO 3166-2                                                | Tabla de códigos ISO 3166-1 alfa-2 asignados y utilizados en la norma ISO 3166-2                                                | Tabla de códigos ISO 3166-1 alfa-2 asignados y utilizados en la norma ISO 3166-2                                                | Tabla de códigos ISO 3166-1 alfa-2 asignados y utilizados en la norma ISO 3166-2                                                | Tabla de códigos ISO 3166-1 alfa-2 asignados y utilizados en la norma ISO 3166-2                                                | Tabla de códigos ISO 3166-1 alfa-2 asignados y utilizados en la norma ISO 3166-2                                                | Tabla de códigos ISO 3166-1 alfa-2 asignados y utilizados en la norma ISO 3166-2                                                | Tabla de códigos ISO 3166-1 alfa-2 asignados y utilizados en la norma ISO 3166-2                                                | Tabla de códigos ISO 3166-1 alfa-2 asignados y utilizados en la norma ISO 3166-2                                                |
| -------------------------------------------------------------------------------- | -------------------------------------------------------------------------------- | -------------------------------------------------------------------------------- | -------------------------------------------------------------------------------- | -------------------------------------------------------------------------------- | -------------------------------------------------------------------------------- | -------------------------------------------------------------------------------- | -------------------------------------------------------------------------------- | --- | --- | --- | --- | --- | --- | --- | --- | --- | --- | --- | --- | --- | --- | --- | --- | --- | --- |
| AA                                                                               | AB                                                                               | AC                                                                               | AD                                                                               | AE                                                                               | AF                                                                               | AG                                                                               | AH                                                                               | AI | AJ | AK | AL | AM | AN | AO | AP | AQ | AR | AS | AT | AU | AV | AW | AX | AY | AZ |
| BA                                                                               | BB                                                                               | BC                                                                               | BD                                                                               | BE                                                                               | BF                                                                               | BG                                                                               | BH                                                                               | BI | BJ | BK | BL | BM | BN | BO | BP | BQ | BR | BS | BT | BU | BV | BW | BX | BY | BZ |
| CA                                                                               | CB                                                                               | CC                                                                               | CD                                                                               | CE                                                                               | CF                                                                               | CG                                                                               | CH                                                                               | CI | CJ | CK | CL | CM | CN | CO | CP | CQ | CR | CS | CT | CU | CV | CW | CX | CY | CZ |
| DA                                                                               | DB                                                                               | DC                                                                               | DD                                                                               | DE                                                                               | DF                                                                               | DG                                                                               | DH                                                                               | DI | DJ | DK | DL | DM | DN | DO | DP | DQ | DR | DS | DT | DU | DV | DW | DX | DY | DZ |
| EA                                                                               | EB                                                                               | EC                                                                               | ED                                                                               | EE                                                                               | EF                                                                               | EG                                                                               | EH                                                                               | EI | EJ | EK | EL | EM | EN | EO | EP | EQ | ER | ES | ET | EU | EV | EW | EX | EY | EZ |
| FA                                                                               | FB                                                                               | FC                                                                               | FD                                                                               | FE                                                                               | FF                                                                               | FG                                                                               | FH                                                                               | FI | FJ | FK | FL | FM | FN | FO | FP | FQ | FR | FS | FT | FU | FV | FW | FX | FY | FZ |
| GA                                                                               | GB                                                                               | GC                                                                               | GD                                                                               | GE                                                                               | GF                                                                               | GG                                                                               | GH                                                                               | GI | GJ | GK | GL | GM | GN | GO | GP | GQ | GR | GS | GT | GU | GV | GW | GX | GY | GZ |
| HA                                                                               | HB                                                                               | HC                                                                               | HD                                                                               | HE                                                                               | HF                                                                               | HG                                                                               | HH                                                                               | HI | HJ | HK | HL | HM | HN | HO | HP | HQ | HR | HS | HT | HU | HV | HW | HX | HY | HZ |
| IA                                                                               | IB                                                                               | IC                                                                               | ID                                                                               | IE                                                                               | IF                                                                               | IG                                                                               | IH                                                                               | II | IJ | IK | IL | IM | IN | IO | IP | IQ | IR | IS | IT | IU | IV | IW | IX | IY | IZ |
| JA                                                                               | JB                                                                               | JC                                                                               | JD                                                                               | JE                                                                               | JF                                                                               | JG                                                                               | JH                                                                               | JI | JJ | JK | JL | JM | JN | JO | JP | JQ | JR | JS | JT | JU | JV | JW | JX | JY | JZ |
| KA                                                                               | KB                                                                               | KC                                                                               | KD                                                                               | KE                                                                               | KF                                                                               | KG                                                                               | KH                                                                               | KI | KJ | KK | KL | KM | KN | KO | KP | KQ | KR | KS | KT | KU | KV | KW | KX | KY | KZ |
| LA                                                                               | LB                                                                               | LC                                                                               | LD                                                                               | LE                                                                               | LF                                                                               | LG                                                                               | LH                                                                               | LI | LJ | LK | LL | LM | LN | LO | LP | LQ | LR | LS | LT | LU | LV | LW | LX | LY | LZ |
| MA                                                                               | MB                                                                               | MC                                                                               | MD                                                                               | ME                                                                               | MF                                                                               | MG                                                                               | MH                                                                               | MI | MJ | MK | ML | MM | MN | MO | MP | MQ | MR | MS | MT | MU | MV | MW | MX | MY | MZ |
| NA                                                                               | NB                                                                               | NC                                                                               | ND                                                                               | NE                                                                               | NF                                                                               | NG                                                                               | NH                                                                               | NI | NJ | NK | NL | NM | NN | NO | NP | NQ | NR | NS | NT | NU | NV | NW | NX | NY | NZ |
| OA                                                                               | OB                                                                               | OC                                                                               | OD                                                                               | OE                                                                               | OF                                                                               | OG                                                                               | OH                                                                               | OI | OJ | OK | OL | OM | ON | OO | OP | OQ | OR | OS | OT | OU | OV | OW | OX | OY | OZ |
| PA                                                                               | PB                                                                               | PC                                                                               | PD                                                                               | PE                                                                               | PF                                                                               | PG                                                                               | PH                                                                               | PI | PJ | PK | PL | PM | PN | PO | PP | PQ | PR | PS | PT | PU | PV | PW | PX | PY | PZ |
| QA                                                                               | QB                                                                               | QC                                                                               | QD                                                                               | QE                                                                               | QF                                                                               | QG                                                                               | QH                                                                               | QI | QJ | QK | QL | QM | QN | QO | QP | QQ | QR | QS | QT | QU | QV | QW | QX | QY | QZ |
| RA                                                                               | RB                                                                               | RC                                                                               | RD                                                                               | RE                                                                               | RF                                                                               | RG                                                                               | RH                                                                               | RI | RJ | RK | RL | RM | RN | RO | RP | RQ | RR | RS | RT | RU | RV | RW | RX | RY | RZ |
| SA                                                                               | SB                                                                               | SC                                                                               | SD                                                                               | SE                                                                               | SF                                                                               | SG                                                                               | SH                                                                               | SI | SJ | SK | SL | SM | SN | SO | SP | SQ | SR | SS | ST | SU | SV | SW | SX | SY | SZ |
| TA                                                                               | TB                                                                               | TC                                                                               | TD                                                                               | TE                                                                               | TF                                                                               | TG                                                                               | TH                                                                               | TI | TJ | TK | TL | TM | TN | TO | TP | TQ | TR | TS | TT | TU | TV | TW | TX | TY | TZ |
| UA                                                                               | UB                                                                               | UC                                                                               | UD                                                                               | UE                                                                               | UF                                                                               | UG                                                                               | UH                                                                               | UI | UJ | UK | UL | UM | UN | UO | UP | UQ | UR | US | UT | UU | UV | UW | UX | UY | UZ |
| VA                                                                               | VB                                                                               | VC                                                                               | VD                                                                               | VE                                                                               | VF                                                                               | VG                                                                               | VH                                                                               | VI | VJ | VK | VL | VM | VN | VO | VP | VQ | VR | VS | VT | VU | VV | VW | VX | VY | VZ |
| WA                                                                               | WB                                                                               | WC                                                                               | WD                                                                               | WE                                                                               | WF                                                                               | WG                                                                               | WH                                                                               | WI | WJ | WK | WL | WM | WN | WO | WP | WQ | WR | WS | WT | WU | WV | WW | WX | WY | WZ |
| XA                                                                               | XB                                                                               | XC                                                                               | XD                                                                               | XE                                                                               | XF                                                                               | XG                                                                               | XH                                                                               | XI | XJ | XK | XL | XM | XN | XO | XP | XQ | XR | XS | XT | XU | XV | XW | XX | XY | XZ |
| YA                                                                               | YB                                                                               | YC                                                                               | YD                                                                               | YE                                                                               | YF                                                                               | YG                                                                               | YH                                                                               | YI | YJ | YK | YL | YM | YN | YO | YP | YQ | YR | YS | YT | YU | YV | YW | YX | YY | YZ |
| ZA                                                                               | ZB                                                                               | ZC                                                                               | ZD                                                                               | ZE                                                                               | ZF                                                                               | ZG                                                                               | ZH                                                                               | ZI | ZJ | ZK | ZL | ZM | ZN | ZO | ZP | ZQ | ZR | ZS | ZT | ZU | ZV | ZW | ZX | ZY | ZZ |
| Leyendas de los colores de las celdas                                            |                                                                                  |                                                                                  |                                                                                  |                                                                                  |                                                                                  |                                                                                  |                                                                                  | | | | | | | | | | | | | | | | | | |
| Color                                                                            | Estado                                                                           | Estado                                                                           | Estado                                                                           | Estado                                                                           | Estado                                                                           | Estado                                                                           | Estado                                                                           | Significado | Significado | Significado | Significado | Significado | Significado | Significado | Significado | Significado | Significado | Significado | Significado | Significado | Significado | Significado | Significado | Significado | Significado |
|                                                                                  | Código oficialmente asignado                                                     | Código oficialmente asignado                                                     | Código oficialmente asignado                                                     | Código oficialmente asignado                                                     | Código oficialmente asignado                                                     | Código oficialmente asignado                                                     | Código oficialmente asignado                                                     | Código oficial ISO 3166-1 alfa-2 de un país o territorio.                                                                       | Código oficial ISO 3166-1 alfa-2 de un país o territorio.                                                                       | Código oficial ISO 3166-1 alfa-2 de un país o territorio.                                                                       | Código oficial ISO 3166-1 alfa-2 de un país o territorio.                                                                       | Código oficial ISO 3166-1 alfa-2 de un país o territorio.                                                                       | Código oficial ISO 3166-1 alfa-2 de un país o territorio.                                                                       | Código oficial ISO 3166-1 alfa-2 de un país o territorio.                                                                       | Código oficial ISO 3166-1 alfa-2 de un país o territorio.                                                                       | Código oficial ISO 3166-1 alfa-2 de un país o territorio.                                                                       | Código oficial ISO 3166-1 alfa-2 de un país o territorio.                                                                       | Código oficial ISO 3166-1 alfa-2 de un país o territorio.                                                                       | Código oficial ISO 3166-1 alfa-2 de un país o territorio.                                                                       | Código oficial ISO 3166-1 alfa-2 de un país o territorio.                                                                       | Código oficial ISO 3166-1 alfa-2 de un país o territorio.                                                                       | Código oficial ISO 3166-1 alfa-2 de un país o territorio.                                                                       | Código oficial ISO 3166-1 alfa-2 de un país o territorio.                                                                       | Código oficial ISO 3166-1 alfa-2 de un país o territorio.                                                                       | Código oficial ISO 3166-1 alfa-2 de un país o territorio.                                                                       |
|                                                                                  | Código reservado para uso particular                                             | Código reservado para uso particular                                             | Código reservado para uso particular                                             | Código reservado para uso particular                                             | Código reservado para uso particular                                             | Código reservado para uso particular                                             | Código reservado para uso particular                                             | Código oficial ISO 3166-1 alfa-2 utilizable para uso privado sin restricciones.                                                 | Código oficial ISO 3166-1 alfa-2 utilizable para uso privado sin restricciones.                                                 | Código oficial ISO 3166-1 alfa-2 utilizable para uso privado sin restricciones.                                                 | Código oficial ISO 3166-1 alfa-2 utilizable para uso privado sin restricciones.                                                 | Código oficial ISO 3166-1 alfa-2 utilizable para uso privado sin restricciones.                                                 | Código oficial ISO 3166-1 alfa-2 utilizable para uso privado sin restricciones.                                                 | Código oficial ISO 3166-1 alfa-2 utilizable para uso privado sin restricciones.                                                 | Código oficial ISO 3166-1 alfa-2 utilizable para uso privado sin restricciones.                                                 | Código oficial ISO 3166-1 alfa-2 utilizable para uso privado sin restricciones.                                                 | Código oficial ISO 3166-1 alfa-2 utilizable para uso privado sin restricciones.                                                 | Código oficial ISO 3166-1 alfa-2 utilizable para uso privado sin restricciones.                                                 | Código oficial ISO 3166-1 alfa-2 utilizable para uso privado sin restricciones.                                                 | Código oficial ISO 3166-1 alfa-2 utilizable para uso privado sin restricciones.                                                 | Código oficial ISO 3166-1 alfa-2 utilizable para uso privado sin restricciones.                                                 | Código oficial ISO 3166-1 alfa-2 utilizable para uso privado sin restricciones.                                                 | Código oficial ISO 3166-1 alfa-2 utilizable para uso privado sin restricciones.                                                 | Código oficial ISO 3166-1 alfa-2 utilizable para uso privado sin restricciones.                                                 | Código oficial ISO 3166-1 alfa-2 utilizable para uso privado sin restricciones.                                                 |
|                                                                                  | Código reservado excepcionalmente                                                | Código reservado excepcionalmente                                                | Código reservado excepcionalmente                                                | Código reservado excepcionalmente                                                | Código reservado excepcionalmente                                                | Código reservado excepcionalmente                                                | Código reservado excepcionalmente                                                | Código oficial ISO 3166-1 alfa-2 utilizable de manera excepcional con restricciones.                                            | Código oficial ISO 3166-1 alfa-2 utilizable de manera excepcional con restricciones.                                            | Código oficial ISO 3166-1 alfa-2 utilizable de manera excepcional con restricciones.                                            | Código oficial ISO 3166-1 alfa-2 utilizable de manera excepcional con restricciones.                                            | Código oficial ISO 3166-1 alfa-2 utilizable de manera excepcional con restricciones.                                            | Código oficial ISO 3166-1 alfa-2 utilizable de manera excepcional con restricciones.                                            | Código oficial ISO 3166-1 alfa-2 utilizable de manera excepcional con restricciones.                                            | Código oficial ISO 3166-1 alfa-2 utilizable de manera excepcional con restricciones.                                            | Código oficial ISO 3166-1 alfa-2 utilizable de manera excepcional con restricciones.                                            | Código oficial ISO 3166-1 alfa-2 utilizable de manera excepcional con restricciones.                                            | Código oficial ISO 3166-1 alfa-2 utilizable de manera excepcional con restricciones.                                            | Código oficial ISO 3166-1 alfa-2 utilizable de manera excepcional con restricciones.                                            | Código oficial ISO 3166-1 alfa-2 utilizable de manera excepcional con restricciones.                                            | Código oficial ISO 3166-1 alfa-2 utilizable de manera excepcional con restricciones.                                            | Código oficial ISO 3166-1 alfa-2 utilizable de manera excepcional con restricciones.                                            | Código oficial ISO 3166-1 alfa-2 utilizable de manera excepcional con restricciones.                                            | Código oficial ISO 3166-1 alfa-2 utilizable de manera excepcional con restricciones.                                            | Código oficial ISO 3166-1 alfa-2 utilizable de manera excepcional con restricciones.                                            |
|                                                                                  | Código retirado, reservado de manera transitoria                                 | Código retirado, reservado de manera transitoria                                 | Código retirado, reservado de manera transitoria                                 | Código retirado, reservado de manera transitoria                                 | Código retirado, reservado de manera transitoria                                 | Código retirado, reservado de manera transitoria                                 | Código retirado, reservado de manera transitoria                                 | Antiguo código ISO 3166-1 alfa-2 de un país o territorio, que permanece reservado por un periodo transitorio.                   | Antiguo código ISO 3166-1 alfa-2 de un país o territorio, que permanece reservado por un periodo transitorio.                   | Antiguo código ISO 3166-1 alfa-2 de un país o territorio, que permanece reservado por un periodo transitorio.                   | Antiguo código ISO 3166-1 alfa-2 de un país o territorio, que permanece reservado por un periodo transitorio.                   | Antiguo código ISO 3166-1 alfa-2 de un país o territorio, que permanece reservado por un periodo transitorio.                   | Antiguo código ISO 3166-1 alfa-2 de un país o territorio, que permanece reservado por un periodo transitorio.                   | Antiguo código ISO 3166-1 alfa-2 de un país o territorio, que permanece reservado por un periodo transitorio.                   | Antiguo código ISO 3166-1 alfa-2 de un país o territorio, que permanece reservado por un periodo transitorio.                   | Antiguo código ISO 3166-1 alfa-2 de un país o territorio, que permanece reservado por un periodo transitorio.                   | Antiguo código ISO 3166-1 alfa-2 de un país o territorio, que permanece reservado por un periodo transitorio.                   | Antiguo código ISO 3166-1 alfa-2 de un país o territorio, que permanece reservado por un periodo transitorio.                   | Antiguo código ISO 3166-1 alfa-2 de un país o territorio, que permanece reservado por un periodo transitorio.                   | Antiguo código ISO 3166-1 alfa-2 de un país o territorio, que permanece reservado por un periodo transitorio.                   | Antiguo código ISO 3166-1 alfa-2 de un país o territorio, que permanece reservado por un periodo transitorio.                   | Antiguo código ISO 3166-1 alfa-2 de un país o territorio, que permanece reservado por un periodo transitorio.                   | Antiguo código ISO 3166-1 alfa-2 de un país o territorio, que permanece reservado por un periodo transitorio.                   | Antiguo código ISO 3166-1 alfa-2 de un país o territorio, que permanece reservado por un periodo transitorio.                   | Antiguo código ISO 3166-1 alfa-2 de un país o territorio, que permanece reservado por un periodo transitorio.                   |
|                                                                                  | Código reservado indeterminadamente                                              | Código reservado indeterminadamente                                              | Código reservado indeterminadamente                                              | Código reservado indeterminadamente                                              | Código reservado indeterminadamente                                              | Código reservado indeterminadamente                                              | Código reservado indeterminadamente                                              | Código reservado temporalmente que se utiliza fuera de la norma ISO 3166-1, pero que pueden ser asignados en cualquier momento. | Código reservado temporalmente que se utiliza fuera de la norma ISO 3166-1, pero que pueden ser asignados en cualquier momento. | Código reservado temporalmente que se utiliza fuera de la norma ISO 3166-1, pero que pueden ser asignados en cualquier momento. | Código reservado temporalmente que se utiliza fuera de la norma ISO 3166-1, pero que pueden ser asignados en cualquier momento. | Código reservado temporalmente que se utiliza fuera de la norma ISO 3166-1, pero que pueden ser asignados en cualquier momento. | Código reservado temporalmente que se utiliza fuera de la norma ISO 3166-1, pero que pueden ser asignados en cualquier momento. | Código reservado temporalmente que se utiliza fuera de la norma ISO 3166-1, pero que pueden ser asignados en cualquier momento. | Código reservado temporalmente que se utiliza fuera de la norma ISO 3166-1, pero que pueden ser asignados en cualquier momento. | Código reservado temporalmente que se utiliza fuera de la norma ISO 3166-1, pero que pueden ser asignados en cualquier momento. | Código reservado temporalmente que se utiliza fuera de la norma ISO 3166-1, pero que pueden ser asignados en cualquier momento. | Código reservado temporalmente que se utiliza fuera de la norma ISO 3166-1, pero que pueden ser asignados en cualquier momento. | Código reservado temporalmente que se utiliza fuera de la norma ISO 3166-1, pero que pueden ser asignados en cualquier momento. | Código reservado temporalmente que se utiliza fuera de la norma ISO 3166-1, pero que pueden ser asignados en cualquier momento. | Código reservado temporalmente que se utiliza fuera de la norma ISO 3166-1, pero que pueden ser asignados en cualquier momento. | Código reservado temporalmente que se utiliza fuera de la norma ISO 3166-1, pero que pueden ser asignados en cualquier momento. | Código reservado temporalmente que se utiliza fuera de la norma ISO 3166-1, pero que pueden ser asignados en cualquier momento. | Código reservado temporalmente que se utiliza fuera de la norma ISO 3166-1, pero que pueden ser asignados en cualquier momento. | Código reservado temporalmente que se utiliza fuera de la norma ISO 3166-1, pero que pueden ser asignados en cualquier momento. |
|                                                                                  | Código no asignado                                                               | Código no asignado                                                               | Código no asignado                                                               | Código no asignado                                                               | Código no asignado                                                               | Código no asignado                                                               | Código no asignado                                                               | Código no asignado ni reservado actualmente en la norma ISO 3166-1.                                                             | Código no asignado ni reservado actualmente en la norma ISO 3166-1.                                                             | Código no asignado ni reservado actualmente en la norma ISO 3166-1.                                                             | Código no asignado ni reservado actualmente en la norma ISO 3166-1.                                                             | Código no asignado ni reservado actualmente en la norma ISO 3166-1.                                                             | Código no asignado ni reservado actualmente en la norma ISO 3166-1.                                                             | Código no asignado ni reservado actualmente en la norma ISO 3166-1.                                                             | Código no asignado ni reservado actualmente en la norma ISO 3166-1.                                                             | Código no asignado ni reservado actualmente en la norma ISO 3166-1.                                                             | Código no asignado ni reservado actualmente en la norma ISO 3166-1.                                                             | Código no asignado ni reservado actualmente en la norma ISO 3166-1.                                                             | Código no asignado ni reservado actualmente en la norma ISO 3166-1.                                                             | Código no asignado ni reservado actualmente en la norma ISO 3166-1.                                                             | Código no asignado ni reservado actualmente en la norma ISO 3166-1.                                                             | Código no asignado ni reservado actualmente en la norma ISO 3166-1.                                                             | Código no asignado ni reservado actualmente en la norma ISO 3166-1.                                                             | Código no asignado ni reservado actualmente en la norma ISO 3166-1.                                                             | Código no asignado ni reservado actualmente en la norma ISO 3166-1.                                                             |

### Códigos oficialmente asignados
La siguiente tabla, es una lista completa de los actuales códigos ISO 3166-1 oficialmente asignados, con las siguientes columnas:
- Nombre común: Nombre del país o territorio comúnmente usado.
- Nombre ISO del país o territorio: Denominación del país o territorio según la norma ISO 3166-1.

Las denominaciones oficiales en la norma se han obtenido mediante la combinación de las denominaciones en inglés y francés, idiomas oficiales de la norma ISO. Algunos nombres solo figuran en su idioma local, porque esos países o territorios prefieren que se use el nombre únicamente en su idioma sin traducirlo. La grafía de los nombres en español se ha cogido de la lista de Estados miembros de las Naciones Unidas, manteniendo el nombre utilizado en la norma ISO.
- Código alfa-2: Código ISO de 2 letras asignado a ese país o territorio.
- Código alfa-3: Código ISO de 3 letras asignado a ese país o territorio.
- Código numérico: Código ISO numérico asignado a ese país o territorio.
- Observaciones: Información adicional relativa a los códigos de ese país o territorio.

| Nombre común                                     | Nombre ISO oficial del país o territorio               | Código alfa-2 | Código alfa-3 | Código numérico | Observaciones |
| ------------------------------------------------ | ------------------------------------------------------ | ------------- | ------------- | --------------- | --- |
| Afganistán                                       | Afganistán                                             | AF            | AFG           | 004             | |
| Åland                                            | Åland, Islas                                           | AX            | ALA           | 248             | Es una provincia autónoma de Finlandia. |
| Albania                                          | Albania                                                | AL            | ALB           | 008             | |
| Alemania                                         | Alemania                                               | DE            | DEU           | 276             | Códigos obtenidos del idioma nativo (alemán): Deutschland Códigos alfa usados por Alemania Occidental antes de la reunificación alemana en 1990. |
| Andorra                                          | Andorra                                                | AD            | AND           | 020             | |
| Angola                                           | Angola                                                 | AO            | AGO           | 024             | |
| Anguila                                          | Anguila                                                | AI            | AIA           | 660             | |
| Antártida                                        | Antártida                                              | AQ            | ATA           | 010             | Cubre el territorio al sur del paralelo 60° sur. Códigos obtenidos del nombre en francés: Antarctique |
| Antigua y Barbuda                                | Antigua y Barbuda                                      | AG            | ATG           | 028             | |
| Arabia Saudita                                   | Arabia Saudita                                         | SA            | SAU           | 682             | |
| Argelia                                          | Argelia                                                | DZ            | DZA           | 012             | Códigos obtenidos del idioma nativo (cabilio): Dzayer |
| Argentina                                        | Argentina                                              | AR            | ARG           | 032             | |
| Armenia                                          | Armenia                                                | AM            | ARM           | 051             | |
| Aruba                                            | Aruba                                                  | AW            | ABW           | 533             | Forma parte del Reino de los Países Bajos. |
| Australia                                        | Australia                                              | AU            | AUS           | 036             | Incluye las Islas Ashmore y Cartier y las Islas del Mar del Coral. |
| Austria                                          | Austria                                                | AT            | AUT           | 040             | |
| Azerbaiyán                                       | Azerbaiyán                                             | AZ            | AZE           | 031             | |
| Bahamas                                          | Bahamas (las)                                          | BS            | BHS           | 044             | |
| Bangladés                                        | Bangladés                                              | BD            | BGD           | 050             | |
| Barbados                                         | Barbados                                               | BB            | BRB           | 052             | |
| Baréin                                           | Baréin                                                 | BH            | BHR           | 048             | |
| Bélgica                                          | Bélgica                                                | BE            | BEL           | 056             | |
| Belice                                           | Belice                                                 | BZ            | BLZ           | 084             | |
| Benín                                            | Benín                                                  | BJ            | BEN           | 204             | |
| Bermudas                                         | Bermudas                                               | BM            | BMU           | 060             | |
| Bielorrusia                                      | Belarús                                                | BY            | BLR           | 112             | El nombre oficial del país es Belarús, aunque tradicionalmente se le sigue denominando Bielorrusia. |
| Bolivia                                          | Bolivia (Estado Plurinacional de)                      | BO            | BOL           | 068             | |
| Bonaire, San Eustaquio y Saba                    | Bonaire, San Eustaquio y Saba                          | BQ            | BES           | 535             | Son tres municipios especiales que forman parte de los Países Bajos. |
| Bosnia y Herzegovina                             | Bosnia y Herzegovina                                   | BA            | BIH           | 070             | |
| Botsuana                                         | Botsuana                                               | BW            | BWA           | 072             | |
| Brasil                                           | Brasil                                                 | BR            | BRA           | 076             | |
| Brunéi                                           | Brunéi Darussalam                                      | BN            | BRN           | 096             | |
| Bulgaria                                         | Bulgaria                                               | BG            | BGR           | 100             | |
| Burkina Faso                                     | Burkina Faso                                           | BF            | BFA           | 854             | |
| Burundi                                          | Burundi                                                | BI            | BDI           | 108             | |
| Bután                                            | Bhután                                                 | BT            | BTN           | 064             | |
| Cabo Verde                                       | Cabo Verde                                             | CV            | CPV           | 132             | |
| Camboya                                          | Camboya                                                | KH            | KHM           | 116             | Códigos obtenidos del anterior nombre: Khmer Republic (República Jemer) |
| Camerún                                          | Camerún                                                | CM            | CMR           | 120             | |
| Canadá                                           | Canadá                                                 | CA            | CAN           | 124             | |
| Catar                                            | Catar                                                  | QA            | QAT           | 634             | |
| Chad                                             | Chad                                                   | TD            | TCD           | 148             | Códigos obtenidos del nombre en francés: Tchad |
| Chile                                            | Chile                                                  | CL            | CHL           | 152             | |
| China                                            | China                                                  | CN            | CHN           | 156             | |
| Chipre                                           | Chipre                                                 | CY            | CYP           | 196             | |
| Colombia                                         | Colombia                                               | CO            | COL           | 170             | |
| Comoras                                          | Comoras (las)                                          | KM            | COM           | 174             | Códigos obtenidos del idioma nativo (comorense): Komori |
| Corea del Norte                                  | Corea (la República Popular Democrática de)            | KP            | PRK           | 408             | |
| Corea del Sur                                    | Corea (la República de)                                | KR            | KOR           | 410             | |
| Costa de Marfil                                  | Côte d'Ivoire                                          | CI            | CIV           | 384             | Nombre oficial en la ISO en francés. |
| Costa Rica                                       | Costa Rica                                             | CR            | CRI           | 188             | Nombre oficial en la ISO en español. |
| Croacia                                          | Croacia                                                | HR            | HRV           | 191             | Códigos obtenidos del idioma nativo (croata): Hrvatska |
| Cuba                                             | Cuba                                                   | CU            | CUB           | 192             | |
| Curazao                                          | Curaçao                                                | CW            | CUW           | 531             | Forma parte del Reino de los Países Bajos. |
| Dinamarca                                        | Dinamarca                                              | DK            | DNK           | 208             | |
| Dominica                                         | Dominica                                               | DM            | DMA           | 212             | |
| Ecuador                                          | Ecuador                                                | EC            | ECU           | 218             | |
| Egipto                                           | Egipto                                                 | EG            | EGY           | 818             | |
| El Salvador                                      | El Salvador                                            | SV            | SLV           | 222             | Nombre oficial en la ISO en español. |
| Emiratos Árabes Unidos                           | Emiratos Árabes Unidos (los)                           | AE            | ARE           | 784             | |
| Eritrea                                          | Eritrea                                                | ER            | ERI           | 232             | |
| Eslovaquia                                       | Eslovaquia                                             | SK            | SVK           | 703             | |
| Eslovenia                                        | Eslovenia                                              | SI            | SVN           | 705             | |
| España                                           | España                                                 | ES            | ESP           | 724             | Códigos obtenidos del idioma nativo (español): España |
| Estados Unidos                                   | Estados Unidos de América (los)                        | US            | USA           | 840             | |
| Estonia                                          | Estonia                                                | EE            | EST           | 233             | Códigos obtenidos del idioma nativo (estonio): Eesti |
| Etiopía                                          | Etiopía                                                | ET            | ETH           | 231             | |
| Filipinas                                        | Filipinas (las)                                        | PH            | PHL           | 608             | |
| Finlandia                                        | Finlandia                                              | FI            | FIN           | 246             | |
| Fiyi                                             | Fiyi                                                   | FJ            | FJI           | 242             | |
| Francia                                          | Francia                                                | FR            | FRA           | 250             | Incluye la Isla Clipperton. |
| Gabón                                            | Gabón                                                  | GA            | GAB           | 266             | |
| Gambia                                           | Gambia (la)                                            | GM            | GMB           | 270             | |
| Georgia                                          | Georgia                                                | GE            | GEO           | 268             | |
| Ghana                                            | Ghana                                                  | GH            | GHA           | 288             | |
| Gibraltar                                        | Gibraltar                                              | GI            | GIB           | 292             | Pertenece al Reino Unido. |
| Granada                                          | Granada                                                | GD            | GRD           | 308             | |
| Grecia                                           | Grecia                                                 | GR            | GRC           | 300             | |
| Groenlandia                                      | Groenlandia                                            | GL            | GRL           | 304             | Pertenece al Reino de Dinamarca. |
| Guadalupe                                        | Guadeloupe                                             | GP            | GLP           | 312             | Departamento de ultramar francés. Nombre oficial en la ISO en francés. |
| Guam                                             | Guam                                                   | GU            | GUM           | 316             | Territorio no incorporado de los Estados Unidos. |
| Guatemala                                        | Guatemala                                              | GT            | GTM           | 320             | |
| Guayana Francesa                                 | Guayana Francesa                                       | GF            | GUF           | 254             | Departamento de ultramar francés. Códigos obtenidos del nombre en francés: Guyane française |
| Guernsey                                         | Guernsey                                               | GG            | GGY           | 831             | Una dependencia de la Corona británica. |
| Guinea                                           | Guinea                                                 | GN            | GIN           | 324             | |
| Guinea-Bisáu                                     | Guinea Bissau                                          | GW            | GNB           | 624             | |
| Guinea Ecuatorial                                | Guinea Ecuatorial                                      | GQ            | GNQ           | 226             | Códigos obtenidos del nombre en francés: Guinée équatoriale |
| Guyana                                           | Guyana                                                 | GY            | GUY           | 328             | |
| Haití                                            | Haití                                                  | HT            | HTI           | 332             | |
| Honduras                                         | Honduras                                               | HN            | HND           | 340             | |
| Hong Kong                                        | Hong Kong                                              | HK            | HKG           | 344             | Región administrativa especial de China. |
| Hungría                                          | Hungría                                                | HU            | HUN           | 348             | |
| India                                            | India                                                  | IN            | IND           | 356             | |
| Indonesia                                        | Indonesia                                              | ID            | IDN           | 360             | |
| Irak                                             | Irak                                                   | IQ            | IRQ           | 368             | |
| Irán                                             | Irán (República Islámica de)                           | IR            | IRN           | 364             | |
| Irlanda                                          | Irlanda                                                | IE            | IRL           | 372             | |
| Isla Bouvet                                      | Bouvet, Isla                                           | BV            | BVT           | 074             | Pertenece a Noruega. |
| Isla de Man                                      | Isla de Man                                            | IM            | IMN           | 833             | Una dependencia de la Corona británica. |
| Isla de Navidad                                  | Navidad, Isla de                                       | CX            | CXR           | 162             | Pertenece a Australia. |
| Islandia                                         | Islandia                                               | IS            | ISL           | 352             | Códigos obtenidos del idioma nativo (islandés): Ísland |
| Islas Caimán                                     | Caimán, (las) Islas                                    | KY            | CYM           | 136             | |
| Islas Cocos                                      | Cocos / Keeling, (las) Islas                           | CC            | CCK           | 166             | Pertenecen a Australia. |
| Islas Cook                                       | Cook, (las) Islas                                      | CK            | COK           | 184             | |
| Islas Feroe                                      | Feroe, (las) Islas                                     | FO            | FRO           | 234             | Pertenecen al Reino de Dinamarca. |
| Islas Georgias del Sur y Sandwich del Sur        | Georgia del Sur (la) y las Islas Sandwich del Sur      | GS            | SGS           | 239             | |
| Islas Heard y McDonald                           | Heard (Isla) e Islas McDonald                          | HM            | HMD           | 334             | Pertenecen a Australia. |
| Islas Malvinas                                   | Malvinas [Falkland], (las) Islas                       | FK            | FLK           | 238             | Códigos obtenidos del nombre en (inglés): Falkland |
| Islas Marianas del Norte                         | Marianas del Norte, (las) Islas                        | MP            | MNP           | 580             | Territorio no incorporado de los Estados Unidos. |
| Islas Marshall                                   | Marshall, (las) Islas                                  | MH            | MHL           | 584             | |
| Islas Pitcairn                                   | Pitcairn                                               | PN            | PCN           | 612             | |
| Islas Salomón                                    | Salomón, Islas                                         | SB            | SLB           | 090             | Códigos obtenidos de su anterior nombre: British Solomon Islands |
| Islas Turcas y Caicos                            | Turcas y Caicos, (las) Islas                           | TC            | TCA           | 796             | |
| Islas Ultramarinas Menores de los Estados Unidos | Islas Ultramarinas Menores de los Estados Unidos (las) | UM            | UMI           | 581             | Comprende nueve áreas insulares menores de los Estados Unidos: Arrecife Kingman, Atolón Johnston, Atolón Palmyra, Isla Baker, Isla Howland, Isla Jarvis, Islas Midway, Isla de Navaza e Isla Wake. |
| Islas Vírgenes Británicas                        | Vírgenes británicas, Islas                             | VG            | VGB           | 092             | |
| Islas Vírgenes de los Estados Unidos             | Vírgenes de los Estados Unidos, Islas                  | VI            | VIR           | 850             | Territorio no incorporado de los Estados Unidos. |
| Israel                                           | Israel                                                 | IL            | ISR           | 376             | |
| Italia                                           | Italia                                                 | IT            | ITA           | 380             | |
| Jamaica                                          | Jamaica                                                | JM            | JAM           | 388             | |
| Japón                                            | Japón                                                  | JP            | JPN           | 392             | |
| Jersey                                           | Jersey                                                 | JE            | JEY           | 832             | Una dependencia de la Corona británica. |
| Jordania                                         | Jordania                                               | JO            | JOR           | 400             | |
| Kazajistán                                       | Kazajistán                                             | KZ            | KAZ           | 398             | |
| Kenia                                            | Kenia                                                  | KE            | KEN           | 404             | |
| Kirguistán                                       | Kirguistán                                             | KG            | KGZ           | 417             | |
| Kiribati                                         | Kiribati                                               | KI            | KIR           | 296             | |
| Kuwait                                           | Kuwait                                                 | KW            | KWT           | 414             | |
| Laos                                             | Lao, (la) República Democrática Popular                | LA            | LAO           | 418             | |
| Lesoto                                           | Lesoto                                                 | LS            | LSO           | 426             | |
| Letonia                                          | Letonia                                                | LV            | LVA           | 428             | |
| Líbano                                           | Líbano                                                 | LB            | LBN           | 422             | |
| Liberia                                          | Liberia                                                | LR            | LBR           | 430             | |
| Libia                                            | Libia                                                  | LY            | LBY           | 434             | |
| Liechtenstein                                    | Liechtenstein                                          | LI            | LIE           | 438             | |
| Lituania                                         | Lituania                                               | LT            | LTU           | 440             | |
| Luxemburgo                                       | Luxemburgo                                             | LU            | LUX           | 442             | |
| Macao                                            | Macao                                                  | MO            | MAC           | 446             | Región administrativa especial de China. |
| Macedonia del Norte                              | Macedonia del Norte                                    | MK            | MKD           | 807             | Ver: Disputa sobre el nombre de Macedonia Códigos obtenidos del idioma nativo (macedonio): Makedonija |
| Madagascar                                       | Madagascar                                             | MG            | MDG           | 450             | |
| Malasia                                          | Malasia                                                | MY            | MYS           | 458             | |
| Malaui                                           | Malawi                                                 | MW            | MWI           | 454             | |
| Maldivas                                         | Maldivas                                               | MV            | MDV           | 462             | |
| Mali                                             | Malí                                                   | ML            | MLI           | 466             | |
| Malta                                            | Malta                                                  | MT            | MLT           | 470             | |
| Marruecos                                        | Marruecos                                              | MA            | MAR           | 504             | Códigos obtenidos del nombre en francés: Maroc |
| Martinica                                        | Martinique                                             | MQ            | MTQ           | 474             | Departamento de ultramar francés. Nombre oficial en la ISO en francés. |
| Mauricio                                         | Mauricio                                               | MU            | MUS           | 480             | |
| Mauritania                                       | Mauritania                                             | MR            | MRT           | 478             | |
| Mayotte                                          | Mayotte                                                | YT            | MYT           | 175             | Departamento de ultramar francés. |
| México                                           | México                                                 | MX            | MEX           | 484             | |
| Micronesia                                       | Micronesia (Estados Federados de)                      | FM            | FSM           | 583             | |
| Moldavia                                         | Moldavia (la República de)                             | MD            | MDA           | 498             | |
| Mónaco                                           | Mónaco                                                 | MC            | MCO           | 492             | |
| Mongolia                                         | Mongolia                                               | MN            | MNG           | 496             | |
| Montenegro                                       | Montenegro                                             | ME            | MNE           | 499             | |
| Montserrat                                       | Montserrat                                             | MS            | MSR           | 500             | |
| Mozambique                                       | Mozambique                                             | MZ            | MOZ           | 508             | |
| Birmania                                         | Myanmar                                                | MM            | MMR           | 104             | Anteriormente conocida como Birmania. |
| Namibia                                          | Namibia                                                | NA            | NAM           | 516             | |
| Nauru                                            | Nauru                                                  | NR            | NRU           | 520             | |
| Nepal                                            | Nepal                                                  | NP            | NPL           | 524             | |
| Nicaragua                                        | Nicaragua                                              | NI            | NIC           | 558             | |
| Níger                                            | Níger (el)                                             | NE            | NER           | 562             | |
| Nigeria                                          | Nigeria                                                | NG            | NGA           | 566             | |
| Niue                                             | Niue                                                   | NU            | NIU           | 570             | Asociado a Nueva Zelanda. |
| Isla Norfolk                                     | Norfolk, Isla                                          | NF            | NFK           | 574             | Pertenece a Australia. |
| Noruega                                          | Noruega                                                | NO            | NOR           | 578             | |
| Nueva Caledonia                                  | Nueva Caledonia                                        | NC            | NCL           | 540             | |
| Nueva Zelanda                                    | Nueva Zelandia                                         | NZ            | NZL           | 554             | |
| Omán                                             | Omán                                                   | OM            | OMN           | 512             | |
| Países Bajos                                     | Países Bajos (los)                                     | NL            | NLD           | 528             | Forma parte del Reino de los Países Bajos. |
| Pakistán                                         | Pakistán                                               | PK            | PAK           | 586             | |
| Palaos                                           | Palaos                                                 | PW            | PLW           | 585             | |
| Palestina                                        | Palestina, Estado de                                   | PS            | PSE           | 275             | Comprende los territorios de Cisjordania y Franja de Gaza. |
| Panamá                                           | Panamá                                                 | PA            | PAN           | 591             | |
| Papúa Nueva Guinea                               | Papúa Nueva Guinea                                     | PG            | PNG           | 598             | |
| Paraguay                                         | Paraguay                                               | PY            | PRY           | 600             | |
| Perú                                             | Perú                                                   | PE            | PER           | 604             | |
| Polinesia Francesa                               | Polinesia Francesa                                     | PF            | PYF           | 258             | Códigos obtenidos del nombre en francés: Polynésie française |
| Polonia                                          | Polonia                                                | PL            | POL           | 616             | |
| Portugal                                         | Portugal                                               | PT            | PRT           | 620             | |
| Puerto Rico                                      | Puerto Rico                                            | PR            | PRI           | 630             | Territorio no incorporado de los Estados Unidos. Nombre oficial en la ISO en español. |
| Reino Unido                                      | Reino Unido de Gran Bretaña e Irlanda del Norte (el)   | GB            | GBR           | 826             | Debido a que para obtener los códigos ISO no se utilizan las palabras comunes de Reino y Unido, los códigos se han obtenido a partir del resto del nombre oficial. |
| República Árabe Saharaui Democrática             | Sahara Occidental                                      | EH            | ESH           | 732             | Nombre provisional. Anterior nombre en la ISO: Sahara español Códigos obtenidos del anterior nombre en español |
| República Centroafricana                         | República Centroafricana (la)                          | CF            | CAF           | 140             | |
| República Checa                                  | Chequia                                                | CZ            | CZE           | 203             | |
| República del Congo                              | Congo (el)                                             | CG            | COG           | 178             | |
| República Democrática del Congo                  | Congo (la República Democrática del)                   | CD            | COD           | 180             | |
| República Dominicana                             | Dominicana, (la) República                             | DO            | DOM           | 214             | |
| Reunión                                          | Reunión                                                | RE            | REU           | 638             | Departamento de ultramar francés. |
| Ruanda                                           | Ruanda                                                 | RW            | RWA           | 646             | |
| Rumania                                          | Rumania                                                | RO            | ROU           | 642             | |
| Rusia                                            | Rusia, (la) Federación de                              | RU            | RUS           | 643             | |
| Samoa                                            | Samoa                                                  | WS            | WSM           | 882             | Códigos obtenidos del anterior nombre: Western Samoa (Samoa Occidental) |
| Samoa Americana                                  | Samoa Americana                                        | AS            | ASM           | 016             | Territorio no incorporado de los Estados Unidos. |
| San Bartolomé                                    | Saint Barthélemy                                       | BL            | BLM           | 652             | Colectividad de ultramar francesa. Nombre oficial en la ISO en francés. |
| San Cristóbal y Nieves                           | San Cristóbal y Nieves                                 | KN            | KNA           | 659             | |
| San Marino                                       | San Marino                                             | SM            | SMR           | 674             | |
| San Martín                                       | Saint Martin (parte francesa)                          | MF            | MAF           | 663             | Colectividad de ultramar francesa. Nombre oficial en la ISO en francés. |
| San Pedro y Miquelón                             | San Pedro y Miquelón                                   | PM            | SPM           | 666             | Colectividad de ultramar francesa. |
| San Vicente y las Granadinas                     | San Vicente y las Granadinas                           | VC            | VCT           | 670             | |
| Santa Elena, Ascensión y Tristán de Acuña        | Santa Helena, Ascensión y Tristán de Acuña             | SH            | SHN           | 654             | |
| Santa Lucía                                      | Santa Lucía                                            | LC            | LCA           | 662             | |
| Santo Tomé y Príncipe                            | Santo Tomé y Príncipe                                  | ST            | STP           | 678             | |
| Senegal                                          | Senegal                                                | SN            | SEN           | 686             | |
| Serbia                                           | Serbia                                                 | RS            | SRB           | 688             | Códigos obtenidos de su nombre oficial: República de Serbia, en inglés. |
| Seychelles                                       | Seychelles                                             | SC            | SYC           | 690             | |
| Sierra Leona                                     | Sierra leona                                           | SL            | SLE           | 694             | |
| Singapur                                         | Singapur                                               | SG            | SGP           | 702             | |
| San Martín                                       | Sint Maarten (parte neerlandesa)                       | SX            | SXM           | 534             | Forma parte del Reino de los Países Bajos. Nombre oficial en neerlandés. |
| Siria                                            | República Árabe Siria                                  | SY            | SYR           | 760             | |
| Somalia                                          | Somalia                                                | SO            | SOM           | 706             | |
| Sri Lanka                                        | Sri Lanka                                              | LK            | LKA           | 144             | |
| Suazilandia                                      | Suazilandia                                            | SZ            | SWZ           | 748             | |
| Sudáfrica                                        | Sudáfrica                                              | ZA            | ZAF           | 710             | Códigos obtenidos del nombre en neerlandés: Zuid-Afrika |
| Sudán                                            | Sudán (el)                                             | SD            | SDN           | 729             | |
| Sudán del Sur                                    | Sudán del Sur                                          | SS            | SSD           | 728             | |
| Suecia                                           | Suecia                                                 | SE            | SWE           | 752             | |
| Suiza                                            | Suiza                                                  | CH            | CHE           | 756             | Códigos obtenidos del nombre en latín: Confoederatio Helvetica |
| Surinam                                          | Suriname                                               | SR            | SUR           | 740             | |
| Svalbard y Jan Mayen                             | Svalbard y Jan Mayen                                   | SJ            | SJM           | 744             | Comprende dos territorios árticos de Noruega: Svalbard y Jan Mayen. |
| Tailandia                                        | Tailandia                                              | TH            | THA           | 764             | |
| Taiwán (República de China)                      | Taiwán (Provincia de China)                            | TW            | TWN           | 158             | Cubre la jurisdicción actual de la República de China (Taiwán), excepto Kinmen e Islas Matsu. La ONU considera a Taiwán como una provincia de China, debido a su estatus político. |
| Tanzania                                         | Tanzania, República Unida de                           | TZ            | TZA           | 834             | |
| Tayikistán                                       | Tayikistán                                             | TJ            | TJK           | 762             | |
| Territorio Británico del Océano Índico           | Territorio Británico del Océano Índico (el)            | IO            | IOT           | 086             | |
| Tierras Australes y Antárticas Francesas         | Tierras Australes Francesas (las)                      | TF            | ATF           | 260             | Comprende las tierras australes y antárticas francesas excepto la parte incluida en la Antártida conocida como Tierra Adelia. Códigos obtenidos del nombre en francés: Terres australes françaises. |
| Timor Oriental                                   | Timor-Leste                                            | TL            | TLS           | 626             | Nombre oficial en la ISO en portugués. |
| Togo                                             | Togo                                                   | TG            | TGO           | 768             | |
| Tokelau                                          | Tokelau                                                | TK            | TKL           | 772             | |
| Tonga                                            | Tonga                                                  | TO            | TON           | 776             | |
| Trinidad y Tobago                                | Trinidad y Tobago                                      | TT            | TTO           | 780             | |
| Túnez                                            | Túnez                                                  | TN            | TUN           | 788             | |
| Turkmenistán                                     | Turkmenistán                                           | TM            | TKM           | 795             | |
| Turquía                                          | Turquía                                                | TR            | TUR           | 792             | |
| Tuvalu                                           | Tuvalu                                                 | TV            | TUV           | 798             | |
| Ucrania                                          | Ucrania                                                | UA            | UKR           | 804             | |
| Uganda                                           | Uganda                                                 | UG            | UGA           | 800             | |
| Uruguay                                          | Uruguay                                                | UY            | URY           | 858             | |
| Uzbekistán                                       | Uzbekistán                                             | UZ            | UZB           | 860             | |
| Vanuatu                                          | Vanuatu                                                | VU            | VUT           | 548             | |
| Ciudad del Vaticano                              | Santa Sede (la)                                        | VA            | VAT           | 336             | La Santa Sede es la representante diplomática del Estado de la Ciudad del Vaticano ante la ONU y otros países y organismos internacionales, aunque jurídicamente se trata de entes distintos. Los códigos ISO se asignan a la Santa Sede como representante de este Estado, pero se refieren al territorio del Estado de la Ciudad del Vaticano. |
| Venezuela                                        | Venezuela (República Bolivariana de)                   | VE            | VEN           | 862             | |
| Vietnam                                          | Viet Nam                                               | VN            | VNM           | 704             | |
| Wallis y Futuna                                  | Wallis y Futuna                                        | WF            | WLF           | 876             | Colectividad de ultramar francesa. |
| Yemen                                            | Yemen                                                  | YE            | YEM           | 887             | |
| Yibuti                                           | Yibuti                                                 | DJ            | DJI           | 262             | |
| Zambia                                           | Zambia                                                 | ZM            | ZMB           | 894             | |
| Zimbabue                                         | Zimbabue                                               | ZW            | ZWE           | 716             | |

### Códigos reservados
Se trata de códigos no asignados oficialmente a ningún país, pero que están reservados y se utilizan para distintos propósitos. Pueden ser códigos que han quedado obsoletos, o se requieren a fin de permitir una aplicación particular de la norma, pero que no se refieren a países reconocidos por las Naciones Unidas.

#### Códigos reservados para uso particular
| Códigos de 2 letras (alfa-2) | Códigos de 3 letras (alfa-3) | Códigos numéricos |
| ---------------------------- | ---------------------------- | ----------------- |
| AA                           | AAA a AAZ                    | 900 a 999         |
| QM a QZ                      | QMA a QZZ                    | 900 a 999         |
| XA a XZ                      | XAA a XZZ                    | 900 a 999         |
| ZZ                           | ZZA a ZZZ                    | 900 a 999         |

Estos códigos pueden ser utilizados por los distintos países y organizaciones internacionales para uso particular. Por ejemplo, algunos países utilizan temporalmente el Código XK para Kosovo, puesto que no tiene ningún código ISO asignado.

#### Códigos reservados excepcionalmente
Son códigos reservados a petición de los organismos nacionales miembros de ISO, los gobiernos y las organizaciones internacionales. Esto se aplica a ciertos códigos necesarios para apoyar una aplicación particular, tal como se especifica por el organismo solicitante y limitada a tal uso, y cualquier otro uso de estos elementos de código está sujeta a la aprobación por la ISO 3166/MA.
| Nombre común          | Código alfa-2 | Código alfa-3 | Observaciones |
| --------------------- | ------------- | ------------- | --- |
| Isla Ascensión        | AC            | ASC           | Reservados a petición de la Unión Postal Universal como zona de emisión de sellos. También utilizados por la Unión Internacional de Telecomunicaciones. |
| Isla Clipperton       | CP            | CPT           | Reservados a petición de la Unión Internacional de Telecomunicaciones para localización de ciertas instalaciones de telecomunicaciones. |
| Diego García          | DG            | DGA           | Reservados a petición de la Unión Internacional de Telecomunicaciones para localización de ciertas instalaciones de telecomunicaciones. |
| Ceuta y Melilla       | EA            |               | Reservado a petición de la Organización Mundial de Aduanas para territorio no cubierto por las disposiciones de la Unión Europea de Aduanas. |
| Unión Europea         | EU            | EUR           | Reservados inicialmente a petición de la norma ISO 4217/MA para la Unidad Monetaria Europea del Euro. Extendido en agosto de 1999 para cualquier uso que se necesite para representar el nombre de la Unión Europea. |
| Europa                | EZ            |               | Reservado a petición de la ISO 6166/RA para utilizar con el sistema International securities identification numbering (ISIN). |
| Francia metropolitana | FX            | FXX           | Anteriormente fueron códigos oficialmente asignados, pero fueron eliminados. Se mantienen reservados de manera excepcional a petición de Francia. |
| Islas Canarias        | IC            |               | Reservado a petición de la Organización Mundial de Aduanas para territorio no cubierto por las disposiciones de la Unión Europea de Aduanas. Código obtenido a partir del nombre nativo (en español). |
| Tristán de Acuña      | TA            | TAA           | Reservados a petición de la Unión Postal Universal como zona de emisión de sellos. |
| Unión Soviética       | SU            | SUN           | Códigos pertenecientes a la antigua URSS. Reservados de manera excepcional a petición de la "Fundación para el Desarrollo de Internet", que abarca el área indicada, por su uso como dominio de nivel superior geográfico en esa área. |
| Reino Unido           | UK            |               | Reservado a petición del Reino Unido para que el código UK, que representa las iniciales del nombre del país en inglés (United Kingdom), no pueda ser utilizado por ningún otro país. También es utilizado por la Comisión Europea. El Reino Unido, de acuerdo a los criterios utilizados para la asignación de códigos, tiene oficialmente asignado el código alfa-2 GB. |
| Naciones Unidas       | UN            |               | Reservado a petición de la ISO 3166/MA para las Naciones Unidas, correspondiendo a sus siglas en inglés. |

#### Códigos reservados transitoriamente
Son códigos alfa que se conservan después de su eliminación de la norma ISO 3166-1. Estos códigos solo pueden utilizarse durante un período transitorio de al menos cinco años, mientras los nuevos códigos que deben reemplazarlos se ponen en uso. Estos códigos pueden ser reasignados por el ISO 3166/MA después de la expiración del período transitorio.
Los siguientes códigos están actualmente reservados transitoriamente:
| Nombre común          | Código alfa-2 | Código alfa-3 | Fecha de reserva | Observaciones |
| --------------------- | ------------- | ------------- | ---------------- | --- |
| Antillas Neerlandesas | AN            | ANT           | 2010-12          | Se disolvió en varios territorios.                                                                                              |
| Birmania              | BU            | BUR           | 1989-12          | Cambio del nombre oficial a Myanmar. Nuevos códigos asignados: MM y MMR.                                                        |
| Rumania               | --            | ROM           | 2002-02          | Cambio del código alfa-3 a ROU.                                                                                                 |
| Serbia y Montenegro   | CS            | SCG           | 2006-09          | Se dividió en dos estados: Serbia y Montenegro.                                                                                 |
| Timor Portugués       | TP            | TMP           | 2002-05          | Cambio del nombre oficial a Timor-Leste, aunque popularmente se le denomina Timor Oriental. Nuevos códigos asignados: TL y TLS. |
| Yugoslavia            | YU            | YUG           | 2003-07          | Se dividió en varios países. |
| Zaire                 | ZR            | ZAR           | 1997-07          | Cambio del nombre oficial a República Democrática del Congo. Nuevos códigos asignados: CD y COD.                                |
| Zona Neutral          | NT            | NTZ           | 1993-07          | Zona entre las fronteras de Irak y Arabia Saudita. Se suprimió tras un acuerdo entre ambos países.                              |

Por cada código alfa-2 eliminado, se incluye un registro en la norma ISO 3166-3 para el nombre anterior del país correspondiente. Cada entrada se le asigna un código alfabético de cuatro letras, donde las dos primeras letras son el código alfa-2 suprimido y las dos últimas letras son el nuevo código alfa-2 que lo sustituye. Si el código eliminado no es sustituido por ningún otro código, las dos últimas letras del código ISO 3166-3 son el código especial HH.

#### Códigos reservados indeterminadamente
Son códigos usados para designar vehículos de carretera bajo las Convenciones internacionales de tráfico por carretera de 1949 y 1968, pero diferentes de los códigos contenidos en la norma ISO 3166-1. Se espera que estos códigos sean eventualmente eliminados o reemplazados por códigos contenidos dentro de ISO 3166-1. Mientras tanto, la ISO 3166/MA ha reservado algunos códigos por un periodo indeterminado. Cualquier uso más allá de la aplicación de estas dos convenciones está desaconsejado y no será aprobado por la ISO 3166/MA. Por otra parte, estos códigos pueden ser reasignados por la ISO 3166/MA en cualquier momento. Los siguientes códigos están actualmente indeterminadamente reservados:
| Códigos alfa-2 | Códigos alfa-3 |
| --- | --- |
| DY Benín · EW Estonia · FL Liechtenstein · JA Jamaica · LF Libia Fezán · PI Filipinas · RA Argentina · RB Bolivia [Código idéntico a Botsuana] · RB Botsuana [Código idéntico a Bolivia] · RC China · RH Haití · RI Indonesia · RL Líbano · RM Madagascar · RN Níger · RP Filipinas · WG Granada · WL Santa Lucía · WV San Vicente · YV Venezuela | ADN Adén · BDS Barbados · BRU Brunéi · CDN Canadá · EAK Kenia · EAT Tanganica (Parte de Tanzania) · EAU Uganda · EAZ Zanzíbar (Parte de Tanzania) · GBA Alderney · GBG Guernsey · GBJ Jersey · GBM Isla de Man · GBZ Gibraltar · GCA Guatemala · HKJ Jordania · MAL Malasia · RCA República Centroafricana · RCB República del Congo · RCH Chile · RMM Mali · RNR Zambia · ROK Corea del Sur · RSM San Marino · RSR Rodesia del Sur (actualmente Zimbabue) · SLO Eslovenia · SME Surinam · TMN Turkmenistán · WAG Gambia · WAL Sierra Leona · WAN Nigeria · ZRE Zaire |

Los siguientes códigos estuvieron reservados indeterminadamente, pero han sido reasignados a otros países como códigos oficiales:
| Códigos alfa-2 | Códigos alfa-3                     |
| --- | ---------------------------------- |
| LT Libia Trípoli (Reasignado a Lituania) · ME República Árabe Saharaui Democrática (Reasignado a Montenegro) · RU Burundi (Reasignado a Rusia) | ROU Uruguay (Reasignado a Rumania) |

#### Otros códigos reservados
Son códigos que se reservan por su presencia en otros sistemas de codificación asociados ISO 3166-1 y donde su reserva puede facilitar el uso del sistema en cuestión. Está prohibido cualquier uso fuera de estos sistemas y se espera que dichos elementos de código, finalmente sean eliminados o sustituidos por elementos de código de ISO 3166-1. Estos códigos pueden ser reasignados por la ISO 3166/MA en cualquier momento.
Códigos alfa-2 reservados a petición de la Organización Mundial de la Propiedad Intelectual (OMPI).
| Código | Destino                                                                                      |
| ------ | -------------------------------------------------------------------------------------------- |
| AP     | Organización de Propiedad Industrial Regional Africana                                       |
| BX     | Oficina de Diseño y Marcas del Benelux                                                       |
| EF     | Unión de países bajo la Convención de Patentes de la Comunidad Europea                       |
| EM     | Oficina de Marcas Europea                                                                    |
| EP     | Organización Europea de Patentes (Unión de países bajo el Convenio sobre la Patente Europea) |
| EV     | Organización Euroasiática de Patentes                                                        |
| GC     | Oficina de Patentes del Consejo de Cooperación para los Estados Árabes del Golfo             |
| IB     | Oficina internacional de la OMPI                                                             |
| OA     | Organización de Propiedad Intelectual Africana                                               |
| WO     | Organización Mundial de la Propiedad Intelectual                                             |

Códigos alfa-3 reservados por su uso en la norma ISO/IEC 7501-1 para particulares de pasaportes de lectura mecánica:
| Código | Destino |
| ------ | --- |
| GBD    | Identifica a titulares de pasaporte británico que son ciudadanos de territorios británicos dependientes                                                                                            |
| GBN    | Identifica a titulares de pasaporte británico que son nacionales británicos en el extranjero |
| GBO    | Identifica a titulares de pasaporte británico que son ciudadanos británicos de ultramar |
| GBP    | Identifica a titulares de pasaporte británico que son personas con protección británica |
| GBS    | Identifica a titulares de pasaporte británico que son Súbditos británicos |
| UNA    | Se utiliza como sustituto de la nacionalidad cuando el titular es un funcionario de una Agencia Especializada de la ONU                                                                            |
| UNK    | Identifica a los residentes de Kosovo en los documentos de viaje que fueron emitidos por la Misión de Administración Provisional de las Naciones Unidas en Kosovo (MINUK)                          |
| UNO    | Se utiliza para designar a la Organización de las Naciones Unidas y se utiliza como un sustituto de la nacionalidad cuando el titular es un funcionario de la Organización de las Naciones Unidas. |

### Códigos eliminados

#### Códigos alfabéticos eliminados
Los siguientes códigos alfabéticos han sido eliminados de la norma ISO 3166-1.
| Nombre común                                        | Código alfa-2 | Código alfa-3 | Observaciones |
| --------------------------------------------------- | ------------- | ------------- | --- |
| República Democrática Alemana                       | DD            | DDR           | Se integró en Alemania (códigos DE y DEU) |
| Alto Volta                                          | HV            | HVO           | El nombre del país cambió a Burkina Faso (códigos BF y BFA) |
| Atolón Johnston                                     | JT            | JTN           | Se integró en los códigos de las Islas Ultramarinas Menores de los Estados Unidos (códigos UM y UMI) |
| Checoslovaquia                                      | CS            | CSK           | Se dividió en Chequia y Eslovaquia. El código CS se reasignó posteriormente a Serbia y Montenegro. |
| Diversas islas del Pacífico de los Estados Unidos   | PU            | PUS           | Se integró en los códigos de las Islas Ultramarinas Menores de los Estados Unidos (códigos UM y UMI) |
| Filipinas                                           |               | PHI           | Se le asignó el nuevo código PHL |
| Isla Wake                                           | WK            | WAK           | Se integró en los códigos de las Islas Ultramarinas Menores de los Estados Unidos (códigos UM y UMI) |
| Islas Canton y Enderbury                            | CT            | CTE           | Se integraron en Kiribati (códigos KI y KIR) |
| Islas Gilbert y Ellice                              | GE            | GEL           | Se integró una isla en Kiribati y otra en Tuvalu El código GE se reasignó posteriormente a Georgia |
| Islas Midway                                        | MI            | MID           | Se integró en los códigos de las Islas Ultramarinas Menores de los Estados Unidos (códigos UM y UMI) |
| Nuevas Hébridas                                     | NH            | NHB           | Se independizó como Vanuatu (códigos VU y VUT) |
| República de Dahomey                                | DY            | DHY           | El nombre del país cambió a Benín (códigos BJ y BEN) |
| República de Rodesia                                | RH            | RHO           | El nombre del país cambió a Zimbabue (códigos ZW y ZWE) |
| RSS de Bielorrusia                                  | --            | BYS           | Nombre oficial: República Socialista Soviética de Bielorrusia. Formaba parte de la antigua Unión Soviética. Tras la desaparición de la Unión Soviética y el posterior cambio de nombre a Belarús, mantiene el código alfa-2 BY y se le asigna el nuevo código alfa-3 BLR |
| Sikkim                                              | SK            | SKM           | Se integró en la India (códigos IN e IND) · El código SK se reasignó posteriormente a Eslovaquia |
| Territorio Antártico Británico                      | BQ            | ATB           | Se integró en los códigos de la Antártida (códigos AQ y ATA) El código BQ se reasignó posteriormente a Caribe Neerlandés |
| Territorio en Fideicomiso de las Islas del Pacífico | PC            | PCI           | Las islas se integraron en distintos países |
| Territorio Francés de los Afars y de los Issas      | AI            | AFI           | El nombre del país cambió a Yibuti (códigos DJ y DJI) El código AI se reasignó posteriormente a Anguila |
| Tierra de la Reina Maud                             | NQ            | ATN           | Se integró en los códigos de la Antártida (códigos AQ y ATA) |
| Tierras Australes y Antárticas Francesas            | FQ            |               | Se dividió entre Antártida y Territorios Australes Franceses (excluida la parte antártica) |
| Vietnam del Norte                                   | VD            | VDR           | Se integró en Vietnam (códigos VN y VNM) |
| Yemen del Sur                                       | YD            | YMD           | Se integró en Yemen (códigos YE y YEM) |
| Zona del Canal de Panamá                            | PZ            | PCZ           | Se integró en Panamá (códigos PA y PAN) |

Por cada código alfa-2 eliminado, se incluye un registro en la norma ISO 3166-3 para el nombre anterior del país correspondiente. Cada entrada se le asigna un código alfabético de cuatro letras, donde las dos primeras letras son el código alfa-2 suprimido y las dos últimas letras son el nuevo código alfa-2 que lo sustituye. Si el código eliminado no es sustituido por ningún otro código, las dos últimas letras del código ISO 3166-3 son el código especial HH.

#### Códigos numéricos eliminados
Cuando los países se unen, dividen, o experimentan un cambio territorial, se borran sus códigos numéricos y se asignan nuevos códigos numéricos. Por ejemplo:
- Alemania Oriental y Alemania Occidental utilizaban los códigos numéricos 278 y 280 respectivamente, antes de su unificación en 1990. Desde entonces, la unificada Alemania tiene asignado el código numérico 276, manteniendo los códigos alfabéticos de Alemania Occidental.
- Etiopía utilizaba el código numérico 230 antes de que Eritrea se escindiera en 1993. Desde entonces, Etiopía tiene asignado el código numérico 231, manteniendo los mismos códigos alfabéticos.
- Sudán utilizaba el código numérico 736 antes de que Sudán del Sur se escindiera en 2011. Desde entonces, Sudán tiene asignado el código numérico 729, manteniendo los mismos códigos alfabéticos.

Si un país cambia su nombre sin ningún cambio territorial, su código numérico sigue siendo el mismo. Por ejemplo, cuando Birmania fue renombrada a Myanmar sin cambio territorial en 1989, sus códigos alfabéticos se han cambiado, pero su código numérico 104 se ha mantenido igual.
Los siguientes códigos numéricos se han eliminado de la norma ISO 3166-1:
| Código | Nombre del país                                                       |
| ------ | --------------------------------------------------------------------- |
| 080    | Territorio Antártico Británico                                        |
| 128    | Islas Canton y Enderbury                                              |
| 200    | Checoslovaquia                                                        |
| 216    | Tierra de la Reina Maud                                               |
| 230    | Etiopía (antes de que Eritrea se escindiera en 1993)                  |
| 249    | Francia Metropolitana                                                 |
| 278    | República Democrática Alemana (antes de la reunificación de Alemania) |
| 280    | Alemania Occidental (antes de la reunificación de Alemania)           |
| 396    | Atolón Johnston                                                       |
| 488    | Islas Midway                                                          |
| 530    | Antillas Neerlandesas (después de que Aruba se escindiera en 1986)    |
| 532    | Antillas Neerlandesas (antes de que Aruba se escindiera en 1986)      |
| 536    | Zona Neutral                                                          |
| 582    | Territorio en Fideicomiso de las Islas del Pacífico                   |
| 590    | Panamá (antes de integrar la Zona del Canal de Panamá in 1979)        |
| 594    | Zona del Canal de Panamá                                              |
| 658    | San Cristóbal-Nevis-Anguila                                           |
| 698    | Sikkim                                                                |
| 714    | Vietnam del Sur (antes de la integración de Vietnam del Norte)        |
| 720    | Yemen del Sur (antes de la reunificación de Yemen)                    |
| 736    | Sudán (antes de que Sudán del Sur se escindiera en 2011)              |
| 810    | Unión Soviética                                                       |
| 849    | Diversas islas del Pacífico de los Estados Unidos                     |
| 872    | Isla Wake                                                             |
| 886    | Yemen del Norte (antes de la reunificación de Yemen)                  |
| 890    | Yugoslavia                                                            |
| 891    | Serbia y Montenegro                                                   |

Los siguientes códigos numéricos también fueron utilizados por la División de Estadística de las Naciones Unidas, pero nunca formaron parte de la norma ISO 3166-1:
| Code | Nombre del territorio                                                           |
| ---- | ------------------------------------------------------------------------------- |
| 274  | Franja de Gaza (Palestina)                                                      |
| 282  | Alemania, Berlín Este                                                           |
| 284  | Alemania, Berlín Oeste                                                          |
| 650  | Islas Ryūkyū (Japón)                                                            |
| 728  | Plazas de soberanía (España) (este código es ahora utilizado por Sudán del Sur) |
| 830  | Islas del Canal                                                                 |